# Palácio Episcopal de São Brás de Alportel

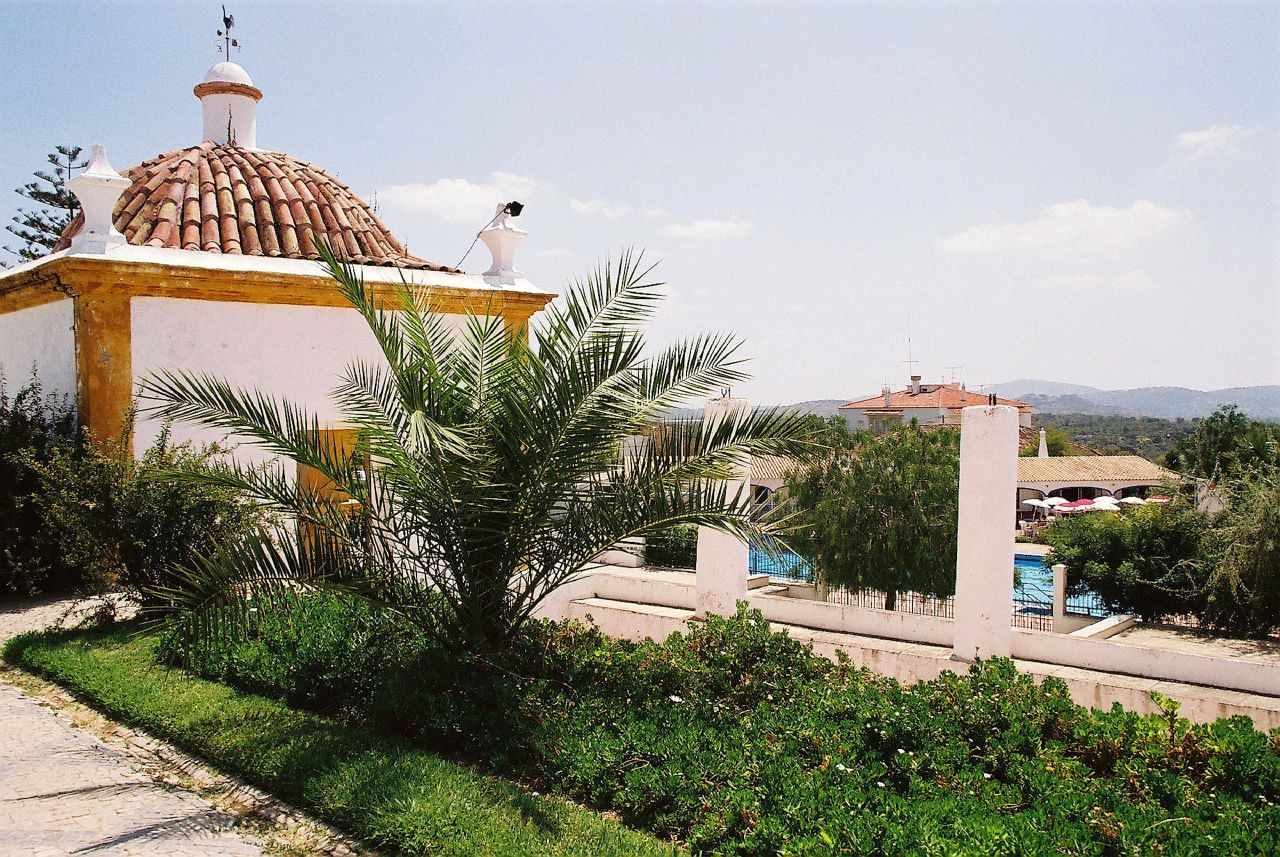
Piscinas Municipais de São Brás de Alportel, nas antigas dependências do Palácio.

O Palácio Episcopal de São Brás de Alportel é um monumento situado na vila e no Município de São Brás de Alportel do Distrito de Faro, em Portugal.

## Caracterização
O palácio foi edificado nos finais do século XVI, quando a sede do Bispado foi transferida para Faro. Servia como residência de Verão para os bispos do Algarve, tendo sido alterado diversas vezes, destacando-se as modificações operadas no complexo em 1910, data em passou a ser utilizado como escola primária. Posteriormente, foram aqui instalados uma creche e as piscinas municipais. O complexo incluía um edifício principal, uma capela particular, uma fonte em abóbada com oito bicas, em estilo barroco, vários tanques, e um pátio interior.